# Łukowiec Żurowski
Łukowiec Żurowski (ukr. Луковець-Журівський, Łukoweć-Żuriwśkyj) – wieś na Ukrainie, w  obwodzie iwanofrankiwskim, w rejonie rohatyńskim.
W czasie okupacji niemieckiej mieszkająca tutaj polska rodzina Kuchów ukrywała Żydów z rodziny Libermanów oraz Maksa Prinza, za co w 1998 roku Instytut Jad Waszem uhonorował tytułami Sprawiedliwych wśród Narodów Świata Jana i Józefę Kuchtów oraz ich dzieci, Jana Kuchtę, Anielę Malec z d. Kuchtę i Władysławę Buczak z d. Kuchtę.